# Panhard 165/175
La 'Automitrailleuse de découverte Panhard 165 (Théâtre d'Opérations Extérieures) o AMD Panhard 165 TOE era un'autoblindo francese sviluppato tra le due guerre mondiali e impiegata dalla Legione straniera in Marocco, insieme alla variante AMD Panhard 175 TOE,

## Storia
La Panhard era presente nel campo della produzione di veicoli militari già da prima della Grande Guerra, con la produzione di componenti per autoblindo. In risposta al bando della cavalleria blindata francese del 1922 per una nuova "Automitrailleuse de Combat No 1" (AMC, autoblindomitragliatrice da combattimento), l'azienda propose la sua Panhard 138 AM20, il cui prototipo fu sottoposto a estese prove comparative da parte dell'Armée de terre con la AMD Laffly 50. Entrambi i modelli vennero respinti, ma la Panhard continuò lo sviluppo del proprio mezzo, potenziandone le prestazioni e irrobustendone la struttura per l'impiego coloniale nei TOE ("Théâtres d'Opérations Extérieurs", teatri d'operazione esteri), caratterizzati da necessità di migliori prestazioni fuoristrada e da carenza di strutture logistiche per la manutenzione.
Il prototipo Panhard 165 era largamente basato sulla AM 20. Le modifiche riguardarono le piastre di corazzatura, piastre orizzontali a protezione del radiatore e l'installazione di un motore più potente.
I mezzi furono assegnati al 1er REI e 4e REI, schierati in Marocco dal 1934. Nella seconda guerra mondiale furono utilizzate sul fronte del Nordafrica, fino all'arrivo di materiale anglo-americano più moderno.

## Tecnica
Il veicolo aveva un equipaggio di quattro uomini (pilota, assistente pilota/meccanico, capocarro/operatore radio e cannoniere). Vennero realizzati 59 mezzi, 30 dei quali vennero modificati in 175. Il mezzo, a trazione 4×2, era caratterizzato da un'alta sagoma e alta luce da terra. Lo scafo era costituito da piastre spesse da 6 a 9 mm e aveva supporti per attrezzi e casse sulle fiancate.
La propulsione era assicurata da un motore Panhard quadricilindrico a benzina da 86 hp, con trasmissione ad albero e cambio manuale. Il mezzo poteva superare un gradino di 0,3 m, una pendenza del 40%, una trincea di 0,7 m e un guado di 0,6 m. Le ruote posteriori avevano diametro maggiore, con sospensioni a balestra. Tutte erano dotate di pneumatici antiproiettile Veil Picard.
L'armamento principale, installato in torretta girevole ottogonale, era costituito da un cannone Puteaux SA 18 calibro 37 mm con canna lunga 21 calibri, efficace nell'attacco a postazioni fortificate a media distanza e contro veicoli blindati leggeri a meno di 200 m di distanza. La velocità alla volata variava da 367 a 388 m/s a seconda della carica. Il mezzo trasportava 194 colpi: 94 proietti perforanti Mle 1898 e 100 ad alto esplosivo Mle 1916. L'armamento secondario, sulla sinistra dell'arma principale, era costituito da una mitragliatrice coassiale MAC 24/29 o MAC 1931 in calibro 7,5 × 54 mm MAS, con 2.400 colpi a bordo.
La Panhard 175 costituiva un miglioramento del modello precedente sulla base delle lezioni apprese nella guerra del Rif e nel periodo interbellico. Le modifiche riguardarono l'introduzione di sospensioni rinforzate e l'aggiunta di una seconda postazione di guida contromarcia. Su alcuni esemplari così modificati nel 1941 il cannone da 37 mm venne sostituito dal cannone anticarro APX SA-L 35 da 25 mm.
Le blindo del comandante di squadrone e di plotone ricevettero apparati radio ER 26 ter per comunicazioni all'interno e tra le unità di cavalleria, caratterizzate da una lunghezza d'onda di 40-110 m e 100 Watt di potenza. La portata era di 60 km a blindo ferma e 30 km in movimento (solo in grafia). Ogni mezzo era dotato di due antenne, disposte alle due estremità.